# Armin Schuster

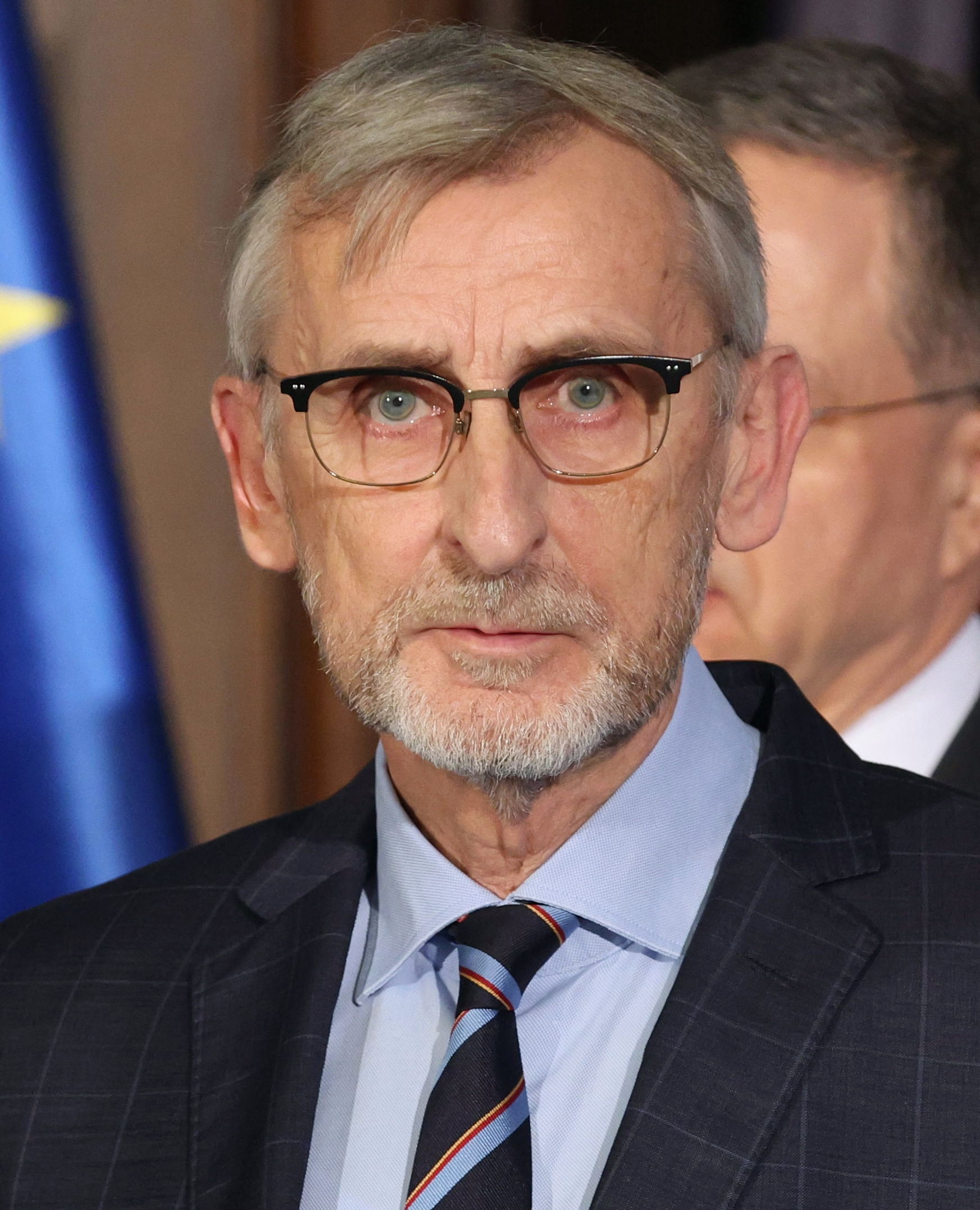
Armin Schuster (2024)

Armin Schuster (* 20. Mai 1961 in Andernach) ist ein deutscher Politiker (CDU). Er war von 2009 bis 2020 Mitglied des Deutschen Bundestages, anschließend bis 2022 Präsident des Bundesamtes für Bevölkerungsschutz und Katastrophenhilfe in Bonn und ist seither Sächsischer Staatsminister des Innern.

## Studium und Beruf
Schuster besuchte von 1980 bis 1983 die Fachhochschule des Bundes für öffentliche Verwaltung in Köln und Lübeck. Von 1983 bis 1986 war er für den Bundesgrenzschutz in Braunschweig tätig. Von 1986 bis 1992 studierte er an der Fernuniversität Hagen Wirtschaftswissenschaften und erlangte anschließend an der Hochschule der Polizei in Münster die Laufbahnbefähigung für den höheren Dienst. Gleichzeitig war er von 1985 bis 1989 im Bundesministerium des Innern tätig. Nach verschiedenen beruflichen Stationen war er von 1999 bis 2002 Dozent an der Fachhochschule des Bundes für öffentliche Verwaltung und Leiter Qualitätsmanagement in Lübeck. Anschließend war er stellvertretender Leiter des Bundespolizeiamtes in Frankfurt (Oder). Von 2004 bis 2009 leitete Schuster als Polizeidirektor die Bundespolizeiinspektion Weil am Rhein.

## Partei
Schuster ist seit 1987 Mitglied der CDU, war von Oktober 2009 bis 2012 stellvertretender und von 2012 bis Februar 2018 Vorsitzender der CDU-Kreisverband Lörrach.
Während der Flüchtlingskrise in Deutschland ab 2015 wurde Schuster zu einem der wichtigsten CDU-internen Kritiker von Bundeskanzlerin Angela Merkel. Diese parteiinterne Gegnerschaft zwischen Merkel und Schuster soll Ende November 2018 dazu geführt haben, dass Bundesinnenminister Horst Seehofer die von ihm vorgesehene Berufung Schusters zum Präsidenten des Bundesamtes für Verfassungsschutz nach einem Veto von Merkel stoppte und stattdessen Thomas Haldenwang (CDU) berief, der seit 2013 Vizepräsident des Bundesamts war.

## Abgeordneter
Schuster zog nach der Bundestagswahl 2009 erstmals in den Deutschen Bundestag ein. Er gewann nach 2009 auch 2013 und 2017 das Direktmandat im Bundestagswahlkreis Lörrach – Müllheim.
Schuster war ab 2009 auch Mitglied des Innenausschusses und ab 2013 der dortige Obmann der CDU/CSU-Fraktion. Er war zudem von 2015 bis 2017 Obmann im Zweiten NSU-Untersuchungsausschuss.
In der 19. Wahlperiode wurde Schuster zum Vorsitzenden des 1. Untersuchungsausschuss der 19. Wahlperiode des Deutschen Bundestages zum Anschlag auf den Berliner Weihnachtsmarkt an der Gedächtniskirche (Anis Amri) gewählt.
Er zog sich wegen zu hoher Belastung von diesem Amt zurück.
Von 2013 bis 2020 war Schuster Mitglied des Parlamentarischen Kontrollgremiums (PKGr), zu dessen Vorsitzenden für die 19. Wahlperiode er am 18. Januar 2018 mit 557 Stimmen gewählt wurde.
Schuster legte mit Ablauf des 9. November 2020 sein Bundestagsmandat nieder, um sein neues Amt als Präsident des Bundesamtes für Bevölkerungsschutz und Katastrophenhilfe anzutreten.
Christian Natterer rückte nach und übernahm Schusters Platz als Mitglied des Bundestages.

## Öffentliche Ämter
Am 10. November 2020 wurde er von Bundesminister des Innern Horst Seehofer als Nachfolger von Christoph Unger (SPD) zum Präsidenten des Bundesamtes für Bevölkerungsschutz und Katastrophenhilfe ernannt. Aus diesem Amt schied er mit Annahme des Ministerpostens in Sachsen im April 2022 aus. Ihm folgte Ralph Tiesler nach.
Am 22. April 2022 wurde er vom sächsischen Ministerpräsidenten Michael Kretschmer als Nachfolger von Roland Wöller für das Amt des Innenministers im Kabinett Kretschmer II nominiert. Er trat sein Amt am 25. April 2022 an. Er führt dieses Ministerium seit dem 19. Dezember 2024 auch im Kabinett Kretschmer III.

## Politische Positionen
Anlässlich einer Veranstaltung des CDU-Kreisverbandes Meißen Anfang April 2023 lehnte Schuster eine Zusammenarbeit seiner Partei mit der AfD deutlich ab. Laut Angaben der sächsischen AfD bezeichnete er auf der Veranstaltung Mitglieder und Politiker der Partei als Verbrecher, worauf diese ankündigte, eine Strafanzeige wegen verhetzender Beleidigung zu stellen.
Anfang August 2023 forderte Schuster ein härteres Vorgehen bei Abschiebungen. Es bedürfe mehr Abschiebungen, eines Aufbaus von Bundesrückführungszentren und weiterer Migrationsabkommen, erklärte Schuster.

## Sonstiges Engagement
- Mitglied der International Police Association
- Mitglied im Verbund für Innere Sicherheit der DPolG Bundespolizeigewerkschaft
- Vorstandsmitglied der Deutschen Gesellschaft für Qualität e. V.
- Jury-Mitglied der Initiative Ludwig-Erhard-Preis e. V. (Deutscher Qualitätspreis)
- Dozent und Prüfer der Deutschen Gesellschaft für Qualität e. V.
- Ehrenamtliches Mitglied der Gesellschafterversammlung Sankt Josefshaus Herten, Betriebs-gemeinnützige GmbH, Rheinfelden-Herten
- Sportstiftung Südbaden, Lörrach, Vorsitzender des Stiftungsrates, ehrenamtlich
- Mitglied des Universitätsbeirats der Universität Freiburg
- Schuster vergab jedes Jahr ein Stipendium im Rahmen des Parlamentarischen Patenschafts-Programms an Schüler oder junge Berufstätige in seinem Wahlkreis.[19]

## Privates
Schuster ist verheiratet, hat mit seiner Frau eine erwachsene Tochter und lebt in Weil am Rhein-Haltingen und in Dresden. Er ist römisch-katholischer Konfession.